# Ontinyent 1931 CF
Ontinyent 1931 Club de Futbol is een Spaans voetbalteam uit Ontinyent, het Land van Valencia, opgericht in 2019 als opvolger van Ontinyent CF. Het eerste team komt uit in de Tercera Federación en speelt alle thuiswedstrijden in het Estadi El Clariano, met een capaciteit voor 5.000 toeschouwers. Bovendien beschikt de club over een tweede team en een team onder 19.
In de eerste vier seizoenen behaalde Ontinyent drie promoties, waarvan de laatste behaald werd in 2023 naar de Tercera Federación. Ondertussen slaagde de club erin een groot aantal leden behouden in vergelijking met andere teams in dezelfde competities, met als hoogtepunt 2.000 leden op het laagste niveau van het Valenciaanse voetbal. Daarnaast zakte Ontinyent nooit onder de 1.000 leden in andere divisies. Bovendien zet de club zich in om de democratische interne structuur van de club te behouden, de stad Ontinyent te vertegenwoordigen en het gebruik van het Valenciaans te verdedigen.

## Symbolen

### Clublied
Het clublied van Ontinyent heet El Crit del Clariano ("De schreeuw van El Clariano") en was ook het officiële clublied van diens voorganger. Na de creatie van de huidige club werden de rechten op het clublied door de auteurs aan de nieuwe club gegeven, aangezien het wordt beschouwd als een kernonderdeel van de clubidentiteit. Het lied werd in 2003 gecomponeerd door El Corredor Polonès, een alternatieve rockgroep uit Ontinyent.

### Logo
Sinds de heroprichting van de club in 2019 heeft Ontinyent slechts één logo gehad. Om ervoor te zorgen dat het nieuwe logo representatief zou zijn lanceerde de club een campagne waarbij supporters er één konden ontwerpen, waarna een technische jury achteraf het definitieve logo koos. Het winnende ontwerp was nummer 38, ontworpen door Gonzalo Vidal Vallés.
Het logo heeft de vorm van het logo van Ontinyent CF in grote lijnen behouden. Binnenin bestaat het logo uit een bewerking van het wapen van de stad Ontinyent, de clubnaam en de clubkleuren (wit en zwart). De binnenkant wordt omringd door een gouden rand.

### Tenue
Thuistenue: wit shirt, zwarte broek en witte sokken
Uittenue: zwart shirt, zwarte broek en zwarte sokken
Derde tenue: blauw shirt, blauwe broek en blauwe sokken
Het tenue van Ontinyent heeft veel weg van dat van zijn voorganger, omdat het een essentieel onderdeel van de identiteit van de club. Tussen 2019 en 2021 verboden de regels van de Valenciaanse voetbalbond het gebruik van hetzelfde tenue als diens voorganger, waardoor de club tijdelijk met een zwart tenue speelde.

## Geschiedenis

### Naam evolutie
- Ontinyent 1931 Club de Futbol (2019-heden)

### Heroprichting van Ontinyent (2019)
Na een ernstige financiële en institutionele crisis in 2019 werd Ontinyent CF opgeheven. Dit team vertegenwoordigde de stad Ontinyent tussen 1931 en 2019 en deed mee aan vijf edities van de Segunda División in de jaren zestig en zeventig, waarmee het een van de meest historische Valenciaanse voetbalclubs werd die nog nooit aan de Primera División hebben deelgenomen.
Het project van de heroprichting van de club werd geleid door ex-spelers van Ontinyent CF, die werden gesteund door de supporters van de vorige club. Op 31 mei 2019 gaf de Valenciaanse voetbalbond toestemming voor de inschrijving van de club in het register van sportentiteiten, waarna de club op 13 juli 2019 gepresenteerd kon worden.

### Eerste jaren. Van de Segunda Regional tot de Tercera Federación
Ontinyent begon in de laagste categorie van het Land van Valencia, de Segunda Regional, het toenmalige zevende niveau. De club won de competitie in een seizoen dat sterk was beïnvloed door de coronapandemie en klom op naar de Primera Regional. Het volgende seizoen legde Ontinyent opnieuw beslag op de titel en promotie, dit keer naar de Regional Preferente.
Het seizoen 2021-22 was het eerste seizoen zonder promotie. Ontinyent won veel wedstrijden in de Regional Preferente, maar eindigde uiteindelijk op de vierde plaats. In het seizoen 2022-23 verzekerde de club zich een aantal speelrondes voor het einde van de eerste plaats en eindigde als het team met de meeste punten in alle groepen op hetzelfde niveau. In de play-off om promotie verloor Ontinyent van CF Recambios Colón (3-0 in Catarroja en 2-1 in Ontinyent). Na het einde van het seizoen promoveerde de club alsnog naar de Tercera Federación vanwege een herstructurering van het Valenciaanse voetbal.
Het seizoen 2023-24 was het debuutseizoen in een nationale competitie. Ontinyent veroverde de derde plaats en kwalificeerde zich zo voor de play-off om promotie. In de halve finale werd de club uitgeschakeld door Atzeneta UE in een wedstrijd tussen de sterkste teams uit de Vall d'Albaida (1-1 in Atzeneta d'Albaida en 0-1 in Ontinyent).

## Seizoen tot seizoen
| Seizoen   | Laag | Divisie    | Plaats | Copa del Rey |
| --------- | ---- | ---------- | ------ | ------------ |
| 2019–2020 | 7    | 2ª Reg.    | 1e     |              |
| 2020–21   | 6    | 1ª Reg.    | 1e     |              |
| 2021–22   | 6    | Reg. Pref. | 4e     |              |
| 2022–23   | 6    | Reg. Pref. | 1e     |              |
| 2023–24   | 5    | 3ª Fed.    | 3e     |              |
| 2024–25   | 5    | 3ª Fed.    |        |              |

- 2 seizoenen in de Tercera Federación
- 4 seizoenen in regionale competities

## Prijzenkast

### Regionale competities
- Regional Preferente (1): 2022-23
- Primera Regional (1): 2020-21
- Segunda Regional (1): 2019-20

## Andere ploegen
In 2023-24 beschikt Ontinyent over een tweede team en een team onder 19. Bovendien werkt de club samen met de lokale clubs Clariano CF en CD Esport Base Ontinyent. In 2024 sprak het clubbestuur de intentie uit om de drie clubs vóór de start van 2024-25 te verenigen tot één enkele club.

## Stadion
Ontinyent speelt alle thuiswedstrijden in het Estadi El Clariano, in Ontinyent. Het stadion werd geopend op 10 januari 1951 met een vriendschappelijke wedstrijd tegen Valencia CF (2-9 voor de bezoekers). El Clariano biedt plaats voor 5.000 toeschouwers, heeft een afmeting van 103 bij 68 meter en is voorzien van kunstgras.

## Fangroepen en supporters
In 2024 heeft Ontinyent drie penyes (Valenciaans woord voor officiële supportersgroepen): els Incondicionals 1931, de Peña la Torreta en de Frente Botifarra. Bovendien beschikt Ontinyent over ruim 1.000 clubleden.